# LSD (ゲーム)
『LSD』（エルエスディー）は、1998年10月22日に日本のアスミック・エース エンタテインメントから発売されたPlayStation用3Dアドベンチャーゲーム。
ゲームソフトという体裁を利用したドリームエミュレータとなっており、サイケデリックで支離滅裂な夢体験を楽しむためだけに作られ、ゲーム内の明確な目的は存在しない。全編に渡るサイケな色調は、LSDの名の通り、幻覚剤により呼び起こされる共感覚も彷彿とさせる。キャッチコピーは「こんなのゲームじゃない」。初回限定版には音源のみ収録されたボーナスCDが付属していた。
開発はアウトサイド・ディレクターズ・カンパニー (OSD) が行い、企画およびプロデュース、音楽を同社代表の佐藤理が担当、一部楽曲のリミックス担当としてケン・イシイ、ジミー・テナー、μ-Ziqなどの著名なミュージシャンが参加、それらの音源を含めたサウンドトラック『LSD & REMIXES』が同年にリリースされた。
発売当初にはゲームライターからの評価は低く「開発中のゲームにそっくり」と言った酷評も見受けられたが、後に日本国外でカルト的な人気を獲得し、2010年にはゲームアーカイブス対応ソフトとして配信された。また、2017年にはイギリスのロックバンドであるアルト・ジェイのアルバムに本作の画像が使用され、2018年には本作のサウンドトラックが『LSD REVAMPED』のタイトルで再リリースされている。

## ゲーム内容
ゲームとしては一人称視点で3Dフィールドを進む探索型アドベンチャーゲームに近い。基本的にプレイヤーができる行動は移動と向きの変更だけで、特殊な操作やアクションは存在しない。
タイトル名が幻覚剤であるLSDから取ったように、サイケデリックな画像や脈絡のないテキストが特徴。スタッフが10年間書き留めた夢日記を元に制作された。
ゲームは、サイケデリックなオープニングムービーが流れた後、シンプルなメニュー画面が表示されるところから始まる。メニュー画面にはカウンターが添えられており、プレイヤーがゲーム内で過ごした日数や、これまで見た夢の数が数えられている。ゲームデータのセーブは手動制。
メニュー画面で「スタート(START)」を選択するとゲームが開始され、プレイヤーは奇妙で不条理な夢の世界を理由もなく彷徨うこととなる。夢の世界には目的も敵も味方も存在せず、自分の思うまま、行きたい所に行くことができ、その際色々なキャラクターや不思議なオブジェに遭遇したりする。壁やキャラクター、オブジェなどにぶつかる事で他の場所にワープする事ができ、これをリンクと言う。リンクは一見ランダムだが、規則性が見受けられる場合もある。
一度のプレイで夢の中に居られる時間はある程度決まっており（ゲーム中は非表示）、草原などの穏やかな場所ではゆっくりと、バイオレンス街などのスリリングな場所では早く時間が流れる。夢の中で規定の時間が過ぎるか、もしくはステージの端(崖)から落ちるかすると夢から覚めてその日のプレイは終了となり、最初のメニュー画面に移行する。プレイ回数は日数として（「Day 001」という風に）カウントされ、そうして何度も夢を見続けることで、各種地形の色や模様、キャラクターの姿など夢の世界の内容が段々変容していく。その変化の仕方は時にはテクスチャの色が変化したり、時にはテクスチャが意味の不明な画像や文字、詩に変化したりと様々である。また、夢の内容は夢の世界を歩く以外に、短めの詩が現れる事や不思議なムービーが流れるなど色々なパターンがあり、時にはムービーを見ただけで一日が終了扱いになる場合もある。
注意点としては、夢の世界には稀に謎の紳士が出現することがあり、このキャラクターと接触すると記憶を抹消され、フラッシュバック（今までの記憶のリプレイ）を見ることができなくなるため、警戒が必要な存在となる。本作には明確にゲームオーバーやゲームクリアと呼べるものは存在しないが、一応のエンディングらしきものは存在する。

## 移植版
| No. | タイトル | 発売日        | 対応機種                           | 開発元 | 発売元             | メディア                            | 型式 | 備考              | 出典              |
| --- | -------- | ------------- | ---------------------------------- | ------ | ------------------ | ----------------------------------- | ---- | ----------------- | ----------------- |
| 1   | LSD      | 2010年8月11日 | PlayStation 3 PlayStation Portable | OSD    | アスミック・エース | ダウンロード （ゲームアーカイブス） | -    | 410メガバイト使用 | [ 4 ] [ 5 ] [ 6 ] |

## 開発
本作をプロデュースした佐藤理は、中学生の頃より洋楽に没頭し様々な音楽を耳にしていたが、ある日発見したクラフトワークの7枚目のアルバム『人間解体』（1978年）のジャケット写真に衝撃を受け、また音源を耳にした事からテクノポップおよび電子音楽に傾倒する事となる。その後音楽誌『サウンド&レコーディング・マガジン』のロゴや表紙デザインを担当し、ライブイベントなどへの出演を経て音楽ユニットであるEP-4の佐藤薫と邂逅する事となる。その後佐藤薫のレーベルからアルバム『Objectless』（1983年）をリリースし、旅行番組やニュース番組の音源制作などテレビ関連の仕事を行うようになり、さらに就職した会社の上司がライターの川勝正幸であった事からグラフィック・デザインの仕事に携わるようになる。その後個展を開催する際に出会ったCD-ROMというメディアに未来を感じた佐藤理は、パソコン用ソフト『東脳』（1994年）および『中天』（1995年）をリリースした後、本作の開発に取り掛かる事となった。
本作のモチーフはスタッフが実際に数年間書き溜めていた夢日記が元になっている。夢が不条理であると考えていた佐藤理は、本作においても不条理な世界観を目指し、またプレイヤーによって様々な解釈が可能なように制作した。佐藤理は本作とほぼ同時期にサウンドトラックや夢日記を記した書籍などもリリースし、展覧会やクラブイベントなどで告知を行ったが、佐藤の意に反して本作に対する反響は極一部に留まる結果となった。

## 音楽

### オープニングテーマ
- 「Long Tall Eyelash」 - ケン・イシイ、μ-Ziq
- 「Funky Solution」 - ジミ・テナー（英語版）
- 「TV-River」 - モーガン・ガイスト（英語版）
- 「Professional Problem」 - Pantune Music
- 「Oriental Grill」 - 	M.P.D.
- 「Come On And...」 - Out Ass Mao[8]（佐藤理）

### ボーナスCD
「Lucy in the Sky with Dynamites」
- プロデュース、エレクトリック・ウェイブ、音楽プログラム、デジタル・コンダクト：佐藤理 (Out Ass Mao)
- キーボード、プログラム：山本哲也
- シンセサイザー、ベース、プログラム：水出浩
- ギター：成田忍
- トランペット：寺内茂
- チェロ：小松由美
- ソプラノボイス：柳沢亜紀
- ミックス：山崎透、佐藤理
- レコーディング&ミックス・スタジオ：room8
- マスタリング：田中三一
- マスタリング・スタジオ：ソニー信濃町スタジオ

### サウンドトラック
『LSD & REMIXES』（エルエスディー・アンド・リミキシーズ）は、PlayStation用ソフト『LSD』のサウンドトラック。1998年10月21日にミュージックマインからリリースされた。本作の制作は佐藤理が単独で打ち込みを行っている。2018年4月11日には、ゲームの発売から20周年を記念してリマスターによる復刻盤『LSD REVAMPED』がリリースされた。復刻盤のDISC 1にはボーナストラックとして「Mayday」が収録された他、DISC 2にはQuarta 330、長谷川白紙、オカモトレイジ (OKAMOTO'S)、ジョルジオ・ブレーズ・ギブン達によるリミックスが追加収録されている。

#### 収録曲
『LSD & REMIXES』
| 全作曲: 佐藤理。 |                          |       |            |      |
| #                | タイトル                 | 作詞  | 作曲・編曲 | 時間 |
| 1.               | 「Funky Solution」       |       | 佐藤理     | 5:50 |
| 2.               | 「Long Tall Eyelush」    |       | 佐藤理     | 5:41 |
| 3.               | 「TV River」             |       | 佐藤理     | 5:40 |
| 4.               | 「Professional Problem」 |       | 佐藤理     | 4:57 |
| 5.               | 「Oriental Grill」       |       | 佐藤理     | 4:18 |
| 6.               | 「Come And On」          |       | 佐藤理     | 6:49 |
| 7.               | 「Fax Factory」          |       | 佐藤理     | 4:40 |
| 8.               | 「Fried BANANA」         |       | 佐藤理     | 5:18 |
| 9.               | 「Say Cheeze」           |       | 佐藤理     | 6:02 |
| 合計時間:        | 合計時間:                | 49:15 |            |      |

| #         | タイトル                                     | 作詞      | 作曲・編曲 | アーティスト       | 時間 |
| --------- | -------------------------------------------- | --------- | ---------- | ------------------ | ---- |
| 1.        | 「Long Tall Eyelush (Ken Ishii Mix)」        |           |            | ケン・イシイ       | 5:50 |
| 2.        | 「Funky Solution (Jimi Tenor Mix)」          |           |            | ジミー・テナー     | 6:32 |
| 3.        | 「Long Tall Eyelush (μ-Ziq mix))」           |           |            | μ-Ziq              | 8:11 |
| 4.        | 「TV River (Morgan Geits Mix)」              |           |            | モーガン・ガイスト | 6:20 |
| 5.        | 「Professional Problem (Pantune Music Mix)」 |           |            | Pantune Music      | 7:21 |
| 6.        | 「Oriental Grill (M.P.D. mix)」              |           |            | M.P.D.             | 9:01 |
| 7.        | 「Come On And (Out Ass Mao Mix)」            |           |            | Out Ass Mao        | 8:15 |
| 合計時間: | 合計時間:                                    | 合計時間: | 51:30      |                    |      |

『LSD REVAMPED』
| 全作曲: 佐藤理。 |                               |       |            |      |
| #                | タイトル                      | 作詞  | 作曲・編曲 | 時間 |
| 1.               | 「Long Tall Eyelash 2018」    |       | 佐藤理     | 5:41 |
| 2.               | 「Come On And 2018」          |       | 佐藤理     | 5:13 |
| 3.               | 「Fax Factory 2018」          |       | 佐藤理     | 4:40 |
| 4.               | 「Fried Banana 2018」         |       | 佐藤理     | 4:39 |
| 5.               | 「Funky Solution 2018」       |       | 佐藤理     | 5:51 |
| 6.               | 「Oriental Grill 2018」       |       | 佐藤理     | 4:19 |
| 7.               | 「Professional Problem 2018」 |       | 佐藤理     | 5:11 |
| 8.               | 「Say Cheeze 2018」           |       | 佐藤理     | 5:58 |
| 9.               | 「TV River 2018」             |       | 佐藤理     | 5:41 |
| 10.              | 「Mayday (Bonus Track)」      |       | 佐藤理     | 5:19 |
| 合計時間:        | 合計時間:                     | 52:32 |            |      |

| #         | タイトル                                                                                  | 作詞      | 作曲・編曲 | アーティスト                                 | 時間 |
| --------- | ----------------------------------------------------------------------------------------- | --------- | ---------- | -------------------------------------------- | ---- |
| 1.        | 「Long Tall Eyelush (ken ishii mix)」                                                     |           |            | ケン・イシイ                                 | 5:50 |
| 2.        | 「Long Tall Eyelash (μ-Ziq Mix)」                                                         |           |            | μ-Ziq                                        | 8:11 |
| 3.        | 「Come On And (Out Ass Mao Mix)」                                                         |           |            | Out Ass Mao                                  | 8:15 |
| 4.        | 「Come On And (Hakushi Hasegawa Mix) (New Remixes 2018)」                                 |           |            | 長谷川白紙                                   | 4:50 |
| 5.        | 「Fax Factory (Reiji Okamoto (OKAMOTO'S) + Giorgio Blaise Givvn MIX) (New Remixes 2018)」 |           |            | オカモトレイジ、ジョルジオ・ブレーズ・ギブン | 7:00 |
| 6.        | 「Fried Banana (Out Ass Mao Mix) (New Remixes 2018)」                                     |           |            | Out Ass Mao                                  | 4:34 |
| 7.        | 「Funky Solution (Jimi Tenor Mix)」                                                       |           |            | ジミー・テナー                               | 6:33 |
| 8.        | 「Oriental Grill (M.P.D. Mix)」                                                           |           |            | M.P.D.                                       | 9:00 |
| 9.        | 「Professional Problem (Pantune Music Mix)」                                              |           |            | Pantune Music                                | 7:22 |
| 10.       | 「Say Cheeze (Quarta 330 Mix) (New Remixes 2018)」                                        |           |            | Quarta 330                                   | 4:04 |
| 11.       | 「TV River (Morgan Geist Mix)」                                                           |           |            | モーガン・ガイスト                           | 6:20 |
| 合計時間: | 合計時間:                                                                                 | 合計時間: | 71:59      |                                              |      |

#### レコーディングスタッフ
- 天野秀起 - A&R
- UMUプロダクション - コーディネーター（リミックス）
- 滝瀬真代 - マスタリング
- 高橋信太郎 - スペシャル・サンクス
- 山本哲也 - スペシャル・サンクス
- 佐藤理 - プロデューサー、ミックス、アートディレクション、デザイン

## 開発スタッフ
- プロデュース、オープニング・オリジナルBGM：佐藤理
- コンセプト、企画：佐藤理、芦部聡
- 追加CGデザイン：佐藤理、飯塚昇、南新太郎、ヨルグ・シャウム
- 開発ディレクター、メイン・プログラム：まえだよしのり
- マップ・デザイン：芦部聡、西川公子
- メインCG、ムービー・デザイン：五島一浩
- オリジナル・ドリームダイアリー：西川公子
- パッケージ・デザイン：南新太郎
- 追加プログラム：古賀琢
- 効果音：水出浩
- カバー・デザイン：ケビン・フォークス（英語版）
- リミックス（グラフィック・デザイン）：シーン・ブース（ゲスコム（英語版）、オウテカ）、マット・ローチ、アンドリュー・サットン (Think Electric)、GROOVISIONS、HEX、ケビン・フォークス（DJフード）
- スペシャル・サンクス：飯田和敏、加藤賢崇、いとうひろし、高橋信太郎、いいづかしょう、五島由実、MORI & MOCHI、村田知樹、もちづきとしのり、中村航、うえはらまさみち、あすか歯科クリニック、BEAMS、KISS、VAL、CONSCIOUS DREAMS

## 反響
本作に対するゲームライターからの評価は否定的な見解が出されており、ゲーム本『超クソゲー2』にてライターの阿部広樹は、本作の第一印象がPlayStation発売当初の検証用に制作されたデモ作品に類似していると述べ、本作のプレイ感覚がゲームで遊ぶのではなく地形の確認作業に当たっているようであるとし、また登場人物や物体が粗いポリゴンである事で好き嫌いがはっきり分かれると主張した上で、グラフィックやゲームシステムに関して否定的に評価した。ゲーム本『悪趣味ゲーム紀行2』にてライターのがっぷ獅子丸は、本作を「スマートドラッグ系無目的環境ソフト」と位置付け、タイトルに表される積極的なメーカーの姿勢と低価格である事、挑戦的なキャッチコピーに関しては好意的に評価し、「不条理ゲームは制作者の屈折した感性を楽しむのがゲームを愛する大人の鑑賞法」であると主張した上で、初期コンセプトを完全に表現できれば奇跡のゲームと呼べたが、当時のPlayStationのテクノロジーでは再現できずに「単にゲームをプレイする我々凡人たちを困惑せしめまくるダケで終わってしまいました」とゲーム性に関して否定的に評価した。
その他に、『超クソゲー2』において阿部は作者である佐藤理がソニー・ミュージックエンタテインメント主催のデジタル・エンタテインメント・プログラム作品部門・人物部門で最優秀賞を受賞した事に触れ、「一風変わったアイデアで業界に対して物申すのは確かに貴重」と述べながらも外部の業界関係者がゲーム制作に携わる事で「ゲームはお洒落でカッコよくなって、そんでもってテクノとゲームが融合すれば一般層に浸透して売れまくる」と勘違いが発生すると非難した。阿部は本作を「九〇年代初頭から中盤にかけて流行ったマルチメディア騒動という奴の流れを確実に組んだ、古き良きデタラメな時代のコンピュータカルチャーの息吹を現在に伝えるインチキ臭さが炸裂した逸品」であると総括した。『悪趣味ゲーム紀行2』においてがっぷ獅子丸は、本作が開発者による悪意や計算のない「ハイセンスな娯楽を提供しようという純粋なクリエイター魂に満ちていた」作品であるとしながらも、悪意がないことこそが問題であるとも主張した。
しかし本作はその後日本国外にてカルト的な人気を獲得し、オリジナルのパッケージ版は欧州においてeBayなどで4万円前後で取引されるなど高額化している。また、イギリスのロックバンドであるアルト・ジェイの3枚目のオリジナル・アルバム『リラクサー』（2017年）においてジャケット写真などに本作の画像がアートワークとして使用されている。